# Georges Cuvier
Georges Cuvier (Montbéliard, 23 de agosto de 1769 – Paris, 13 de maio de 1832) foi um naturalista e zoologista francês da primeira metade do século XIX, é por vezes chamado de "Pai da Paleontologia". Foi uma figura central na investigação sobre história natural na sua época, comparou fósseis com animais vivos estabelecendo a anatomia comparada como um método de conhecimento dos seres vivos.

## Biografia
Seu nome verdadeiro era Jean Leopold Nicolas Fréderic Cuvier.
Procurando atingir a compreensão das leis naturais que regem o funcionamento dos seres vivos ele formulou as leis da anatomia comparada, que possibilitaram as reconstruções paleontológicas. A partir daí, os fósseis poderiam passar a pertencer a um sistema de classificação biológica, único, em conjunto com os organismos vivos. Através da anatomia comparada, Cuvier pôde comprovar que as ossadas fósseis de mamutes e mastodontes diferiam das ossadas dos elefantes viventes, asiáticos e africanos, e que, portanto, pertenciam a espécies distintas. Desta forma estabeleceu, definitivamente, a ocorrência do fenómeno da extinção, visto que não haveria possibilidade de que aqueles enormes quadrúpedes fossem encontrados em alguma região remota do Globo, já bem explorado naquele momento.
Foi um dos mais influentes defensores do Catastrofismo, publicando a obra de divulgação principal desta teoria e seu mais famoso trabalho entre o público geral: o Discurso Preliminar do Recherches sur les ossemens fossiles de 1812. Este discurso foi publicado como uma separata em 1821 e na forma de livro em 1825, com o título Discours sur les révolutions de la surface du Globe (Discurso sobre as Revoluções na Superfície do Globo ). As traduções para a língua portuguesa destes dois discursos de Cuvier foram publicadas em 2025. A evolução de suas ideias sobre a Anatomia Comparada, a Paleontologia, a História Natural pre-darwninana, pode ser constatada com a comparação desses trabalhos na forma de um Variorum.
Georges Cuvier é frequentemente relacionado à figura de opositor das ideias transformistas, como por exemplo as de Jean-Baptiste de Lamarck e de, portanto, ter barrado o surgimento do evolucionismo na França.
Estudou em Stuttgart (Alemanha), durante quatro anos, até 1788, quando então foi trabalhar na Normandia como tutor em uma família da nobreza,que havia se transferido para a região de Caen durante o período crítico da Revolução Francesa. Em 1795 mudou-se para Paris e assumiu no Museu Nacional de História Natural (França), as funções de assistente de Jean-Claude Mertrud. Em 1796 foi eleito membro do Institut de France, e em 1800 começou a lecionar no Collège de France. Com a morte de Mertrud em 1802, tornou-se titular da cadeira de Anatomia Animal, no Museu de Paris. Nesta instituição, Cuvier empreendeu uma profusão de estudos comparativos que resultaram no reconhecimento de seus métodos, pela comunidade científica da época, a qual viria a aderir ao seu programa científico para o estudo dos fósseis.
Cuvier defendia a ideia de que os organismos eram formados de partes complexas integradas, que não podiam ser alteradas sem que o conjunto perdesse a sua capacidade funcional. Não acreditava na Teoria da Evolução Orgânica, pois, para ele, as modificações necessárias para tal fenômeno ocorrer seriam inviáveis, de acordo com as leis da anatomia comparada. Para refutar as ideias transformistas, comparou gatos e Ibis mumificados, trazidos pela expedição de Napoleão Bonaparte ao Egito, concluindo que não apresentavam diferenças anatômicas com os representantes atuais, mesmo com o decorrer de milhares de anos. Em sua época, acreditava-se que a Terra teria a idade de alguns milênios, apenas.
Além de sua eminência no campo das ciências, ocupou diversos cargos na Administração Pública, sendo que em 1808 foi nomeado, pelo Imperador Napoleão Bonaparte, Inspector-Geral da Educação, cargo com o qual promoveu a reforma no sistema de ensino francês, a qual vigora até os dias de hoje. Nos últimos dias de sua vida, Cuvier combateu as ideias de Geoffroy Saint-Hilaire sobre a unidade de composição orgânica, em uma polémica, acompanhada pelo público através de jornais e revistas da época. Morreu durante uma epidemia de cólera, que assolou Paris, porém a causa foi um acidente vascular cerebral. Foi sepultado no Cemitério do Père-Lachaise, Paris na França.

## Racismo

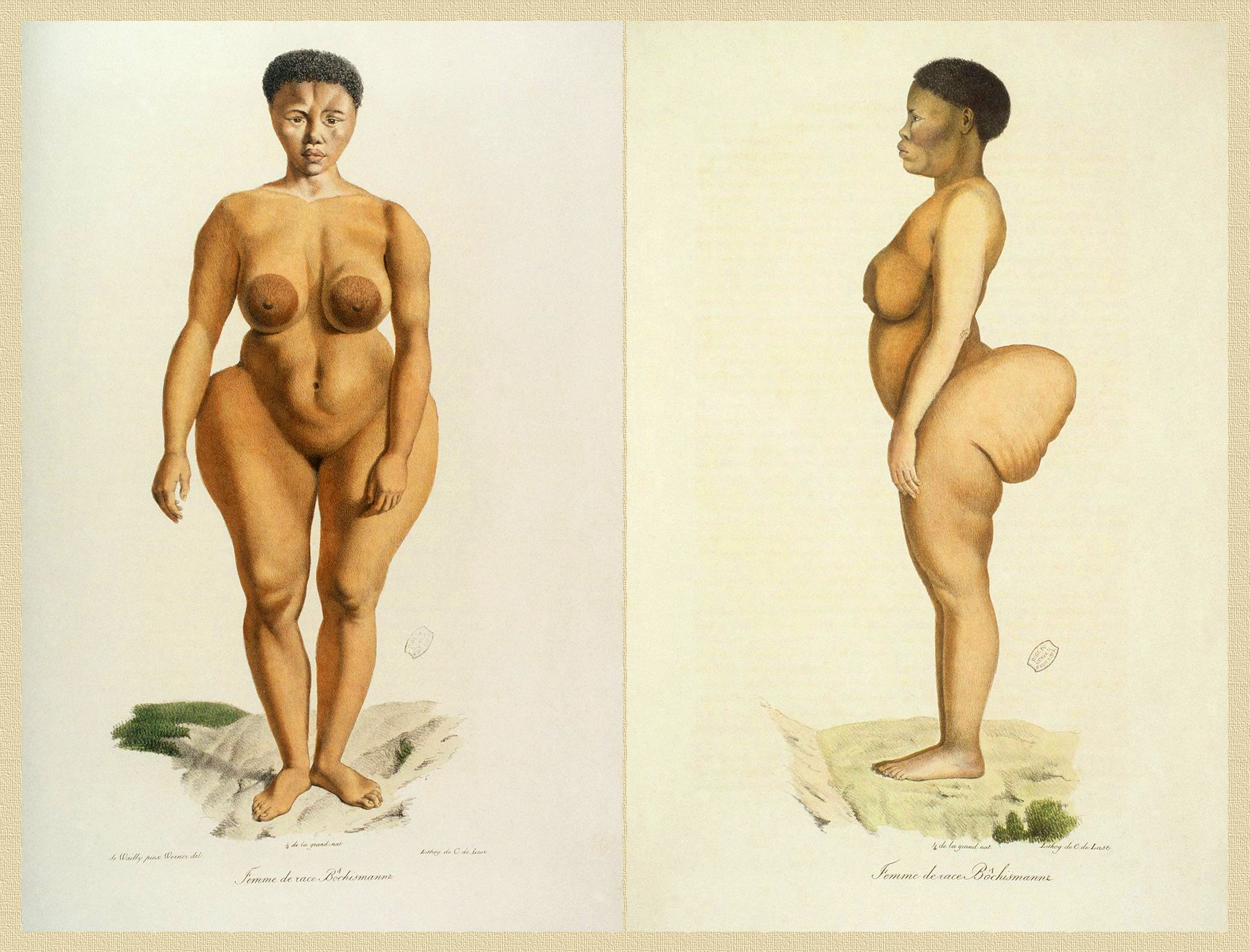
Sarah Saartjie Baartman

Cuvier foi um dos pensadores científicos dominantes na França, concordando com os preconceitos raciais da época, e sua influência foi bem relevante. Naquele contexto, ele pesquisou os africanos negros que ele considerava “a raça humana mais degradada, cujas formas são grosseiras, e cuja inteligência não agrega nada e não leva um governo regular”. Pouco depois da morte de Saartjie Baartman, ele prosseguiu com sua dissecação em nome do progresso do conhecimento humano. Ele elaborou um molde completo de seu corpo e separou seu esqueleto, e também seu corpo e seus órgãos genitais, colocados em jarras de formol e exposto no "Museu do Homem". Em 1817, ele exibiu o resultado de seu trabalho na “Académie de médecine”. A publicação de suas “Observations sur le cadavre d'une femme connue à Paris et à Londres sous le nom de Vénus hottentote” atesta as teorias racistas da época. Ele fez referência particular à classificação de raças humanas através do “esqueleto da cabeça” e de uma “lei cruel que parece ter condenado a uma eterna inferioridade às raças com crânios deprimidos e comprimidos”. Saartjie Baartman é descrita através de seus traços mais parecidos com macacos do que com a raça negra: “Nossa Boximane tem um focinho mais proeminente que o dos negros, a face mais larga que o calmouque e ossos nasais mais chatos que os dois últimos. Neste último contexto, acima de tudo, eu nunca vi uma cabeça humana mais semelhante à de macacos do que a sua”.

### em francês ou inglês

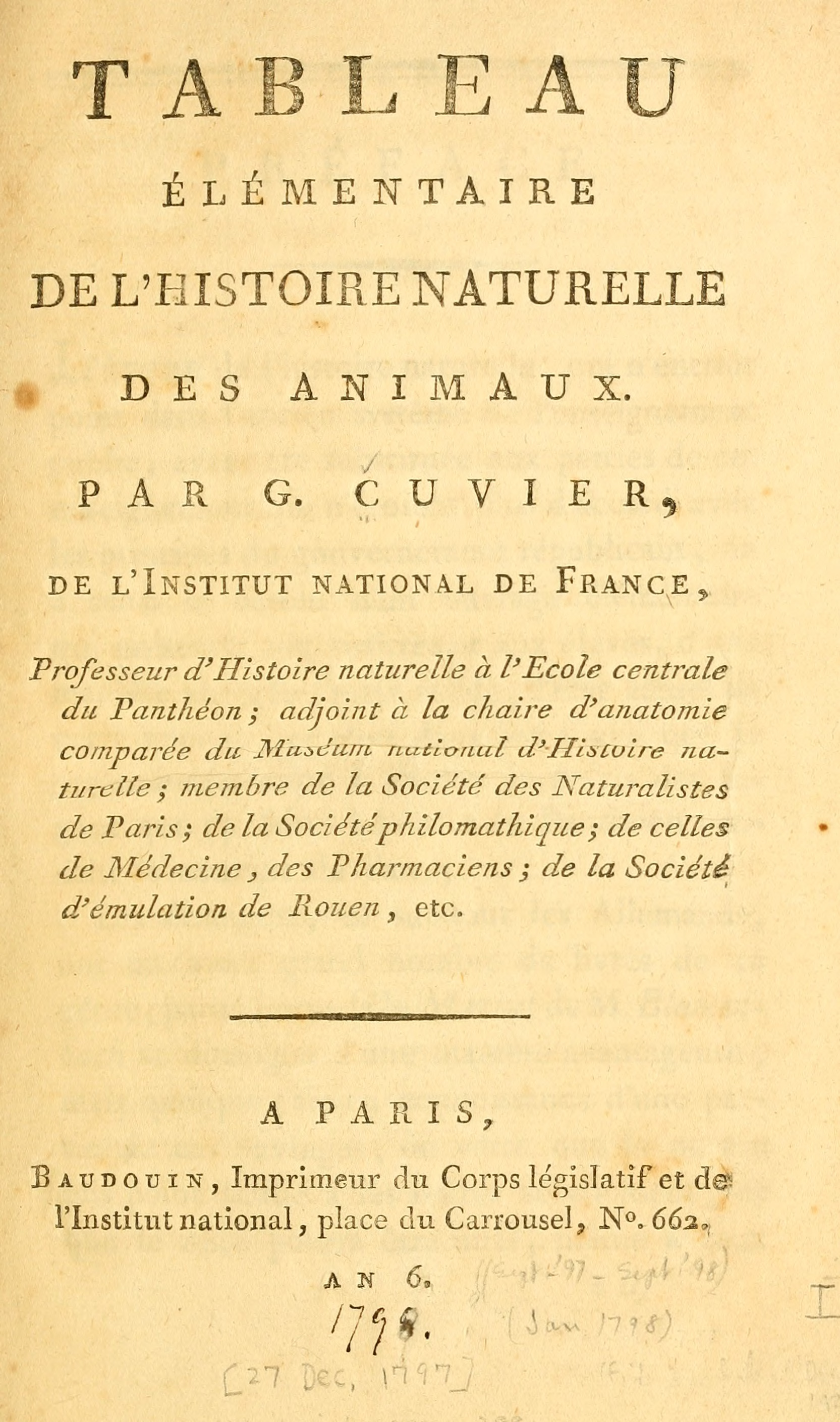
Tableau élémentaire de l'histoire naturelle des animaux, 1797

- Tableau élémentaire de l'histoire naturelle des animaux (1797–1798)
- Leçons d'anatomie comparée (5 volumes, 1800–1805)
- Essais sur la géographie minéralogique des environs de Paris, avec une carte géognostique et des coupes de terrain, com Alexandre Brongniart (1811)
- Le Règne animal distribué d'après son organisation, pour servir de base à l'histoire naturelle des animaux et d'introduction à l'anatomie comparée (4 volumes, 1817)
- Recherches sur les ossemens fossiles de quadrupèdes, où l'on rétablit les caractères de plusieurs espèces d'animaux que les révolutions du globe paroissent avoir détruites (4 volumes, 1812) (online) 2 3 4
- Mémoires pour servir à l'histoire et à l'anatomie des mollusques (1817)
- Éloges historiques des membres de l'Académie royale des sciences, lus dans les séances de l'Institut royal de France par M. Cuvier (3 volumes, 1819–1827) Vol. 1, Vol. 2, and Vol. 3
- Théorie de la terre (1821)

--- Essay on the theory of the earth, 1813;  1815, trad. Robert Kerr.
- Recherches sur les ossemens fossiles, 1821–1823 (5 vols).
- Discours sur les révolutions de la surface du globe et sur les changements qu'elles ont produits dans le règne animal (1822). Nova edição: Christian Bourgeois, Paris, 1985. (online)
- Histoire des progrès des sciences naturelles depuis 1789 jusqu'à ce jour (5 volumes, 1826–1836)
- Histoire naturelle des poissons (11 volumes, 1828–1848), continuação de Achille Valenciennes
- Histoire des sciences naturelles depuis leur origine jusqu'à nos jours, chez tous les peuples connus, professée au Collège de France (5 volumes, 1841–1845), editado, anotado e publicado por Magdeleine de Saint-Agit
- Cuvier's History of the Natural Sciences: twenty-four lessons from Antiquity to the Renaissance [editado e anotado por Theodore W. Pietsch, traduzido por Abby S. Simpson, continuação de Philippe Taquet], Paris: Publications scientifiques du Muséum national d'Histoire naturelle, 2012, 734 p. (coll. Archives; 16) ISBN 978-2-85653-684-1
- Variorum of the works of Georges Cuvier: Preliminary Discourse of the Recherches sur les ossemens fossiles 1812, containing the Memory on the ibis of the ancient Egyptians, and the Discours sur les révolutions de la surface du Globe 1825, containing the Determination of the birds called ibis by the ancient Egyptians[25]

Cuvier também colaborou no Dictionnaire des sciences naturelles (61 volumes, 1816–1845)  e na Biographie universelle (45 volumes, 1843-18??)